# Celebration (chanson de Madonna)
Pour les articles homonymes, voir Célébration (homonymie).
Singles de Madonna
Miles Away
(2008) Revolver
(2009)
Pistes de Celebration
Cherish
(17)
Celebration est une chanson de l'artiste américaine Madonna, extraite de sa troisième compilation du même nom et publiée comme premier single issu de cet album le 22 septembre 2009 par Warner Bros. Records.

## Versions
1. Album Version (3:35)
2. Benny Benassi Dub (6:00)
3. Benny Benassi Remix (5:28)
4. Benny Benassi Remix Edit (3:58)
5. Featuring Akon & David Guetta (3:54)
6. Felguk Love Remix (6:38)
7. Johnny Vicious Club Remix (7:58)
8. Oakenfold Remix (6:32)
9. Oakenfold Remix Dub (6:32)

## Classements
| Pays                              | Meilleure position |
| --------------------------------- | ------------------ |
| États-Unis U.S. Billboard Hot 100 | 71                 |
| Europe                            | 2                  |
| Allemagne                         | 5                  |
| Australie                         | 40                 |
| Autriche                          | 8                  |
| Belgique Région flamande          | 4                  |
| Belgique Wallonie                 | 3                  |
| Bulgarie                          | 1                  |
| Canada                            | 5                  |
| Danemark                          | 4                  |
| Espagne                           | 17                 |
| Finlande                          | 1                  |
| France                            | 2                  |
| Irlande                           | 10                 |
| Italie                            | 1                  |
| Japon                             | 5                  |
| Norvège                           | 5                  |
| Pays-Bas                          | 2                  |
| République tchèque                | 5                  |
| Royaume-Uni                       | 3                  |
| Russie                            | 1                  |
| Slovaquie                         | 1                  |
| Suède                             | 1                  |
| Suisse                            | 4                  |